# Ophiusa obscurior
Ophiusa obscurior är en fjärilsart som beskrevs av Arnold Spuler 1907. Ophiusa obscurior ingår i släktet Ophiusa och familjen nattflyn. Inga underarter finns listade i Catalogue of Life.